# Dacetinops concinna
Dacetinops concinna é uma espécie de formiga do gênero Dacetinops, pertencente à subfamília Myrmicinae.